# Clytus planifrons
Clytus planifrons är en skalbaggsart som först beskrevs av Leconte 1874.  Clytus planifrons ingår i släktet Clytus och familjen långhorningar. Inga underarter finns listade i Catalogue of Life.